# Chironomus affinis
Chironomus affinis är en tvåvingeart som beskrevs av Christian Rudolph Wilhelm Wiedemann 1817. Chironomus affinis ingår i släktet Chironomus och familjen fjädermyggor.
Artens utbredningsområde är Tyskland. Inga underarter finns listade i Catalogue of Life.